# Senna domingensis
Senna domingensis é uma espécie vegetal da família Fabaceae.
Pode ser encontrada nos seguintes países: Cuba, República Dominicana e Haiti.